# Jérémy Decerle
Jérémy Decerle, est un éleveur de Charolaises, homme politique français et ancien syndicaliste. Il est président du syndicat Jeunes agriculteurs de 2016 à 2019, avant d'être élu député européen en 2019, sur la liste de la majorité présidentielle soutenue par Emmanuel Macron.

## Biographie

### Agriculteur
Jérémy Decerle naît le 1er juillet 1984 à Saint-Rémy en Saône-et-Loire. Il grandit et vit à Chevagny-sur-Guye, dans une famille d'éleveurs. Il est le fils de Daniel Decerle, maire socialiste de sa commune et conseiller général du canton de La Guiche jusqu'à sa mort en 2008, et neveu de Christian Decerle, président de la Chambre d'agriculture de Bourgogne-Franche-Comté.
Il étudie au collège de Saint-Gengoux-le-National, au lycée agricole privé Ressins de Nandax (Loire), avant d'obtenir son bac professionnel agricole au CFA de Gueugnon. Il part ensuite pendant six mois en stage au Brésil au sein d'une ferme laitière, avant de rentrer pour reprendre à vingt-quatre ans la ferme familiale, à la mort de son père. Son exploitation compte une centaine de bovins charolais en 2019, sur 100 ha. 

### Syndicaliste et élu local
Il s'engage dans le syndicalisme à l'âge de seize ans, chez les Jeunes agriculteurs (JA), un syndicat allié à la Fédération nationale des syndicats d'exploitants agricoles (FNSEA). Il intègre le bureau de l'organisation en 2012. En 2014, il est élu vice-président chargé du renouvellement des générations. Le 2 juin 2016, il en est élu président. En tant que président, il défend notamment le renouvellement des générations, et s'engage dans les États généraux de l'alimentation (EGAlim)[source secondaire souhaitée]. Il est alors aussi vice-président d'Agriculteurs français et développement international (AFDI),[source secondaire souhaitée].
Il est élu conseiller municipal de son village en 2008, puis réélu aux élections de 2014 et de 2020.

### Député européen

#### Élection
Candidat aux élections européennes de 2019 sur la liste Renaissance,, il y figure en quatrième position. Il démissionne de la présidence des JA en mars de la même année.
Durant la campagne électorale, il "défend une agriculture à taille humaine, respectueuse de l'environnement, [et] harmonisée entre les pays membres de l'Union européenne". Accusé par Yannick Jadot (EELV) d'être un « soutien précieux au glyphosate et à Monsanto », Jérémy Decerle prône une politique des petits pas,.
Dès le début de son mandat, il s'adjoint les services de Marie-Julie Fayard, ancienne assistante parlementaire d’Arnaud Danjean puis d'Anne Sander (LR) et d'Aurélien Vaucelle, ancien directeur de JA. En mars 2020, s'ajoute à l'équipe Victoria Zuza, anciennement assistante parlementaire du député britannique Martin Horwood (ayant perdu son siège lors du Brexit).

#### Activités parlementaires
Il siège au sein de la Commission de l'agriculture et du développement rural (AGRI) en tant que membre titulaire, et au sein de la Commission du commerce international (INTA) en tant que suppléant. Il s’investit également au sein des délégations pour les relations avec la République fédérative du Brésil et pour les relations avec le Parlement panafricain.
À la suite de l'invasion de l'Ukraine par la Russie, il s'engage dans un groupe de travail « sécurité alimentaire », emmené par Dacian Cioloș et regroupant plusieurs députés du groupe Renew Europe. L'objectif est d'évaluer et d'anticiper l'impact du conflit sur l'approvisionnement alimentaire de l'Europe et du monde entier.
Il est quatorzième sur la liste Besoin d'Europe aux élections européennes de 2024.